# Курящий человечек

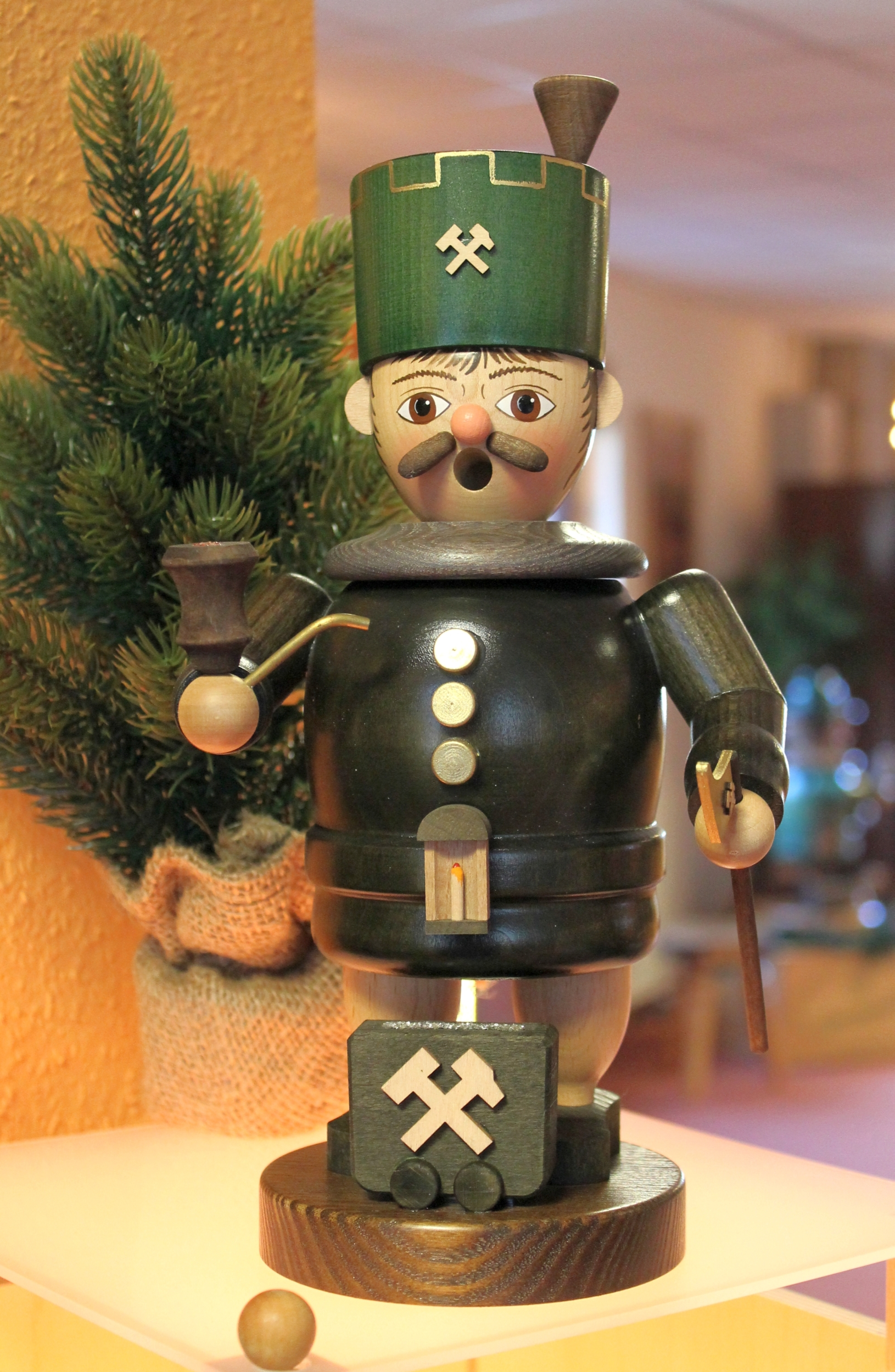
Курящий горняк

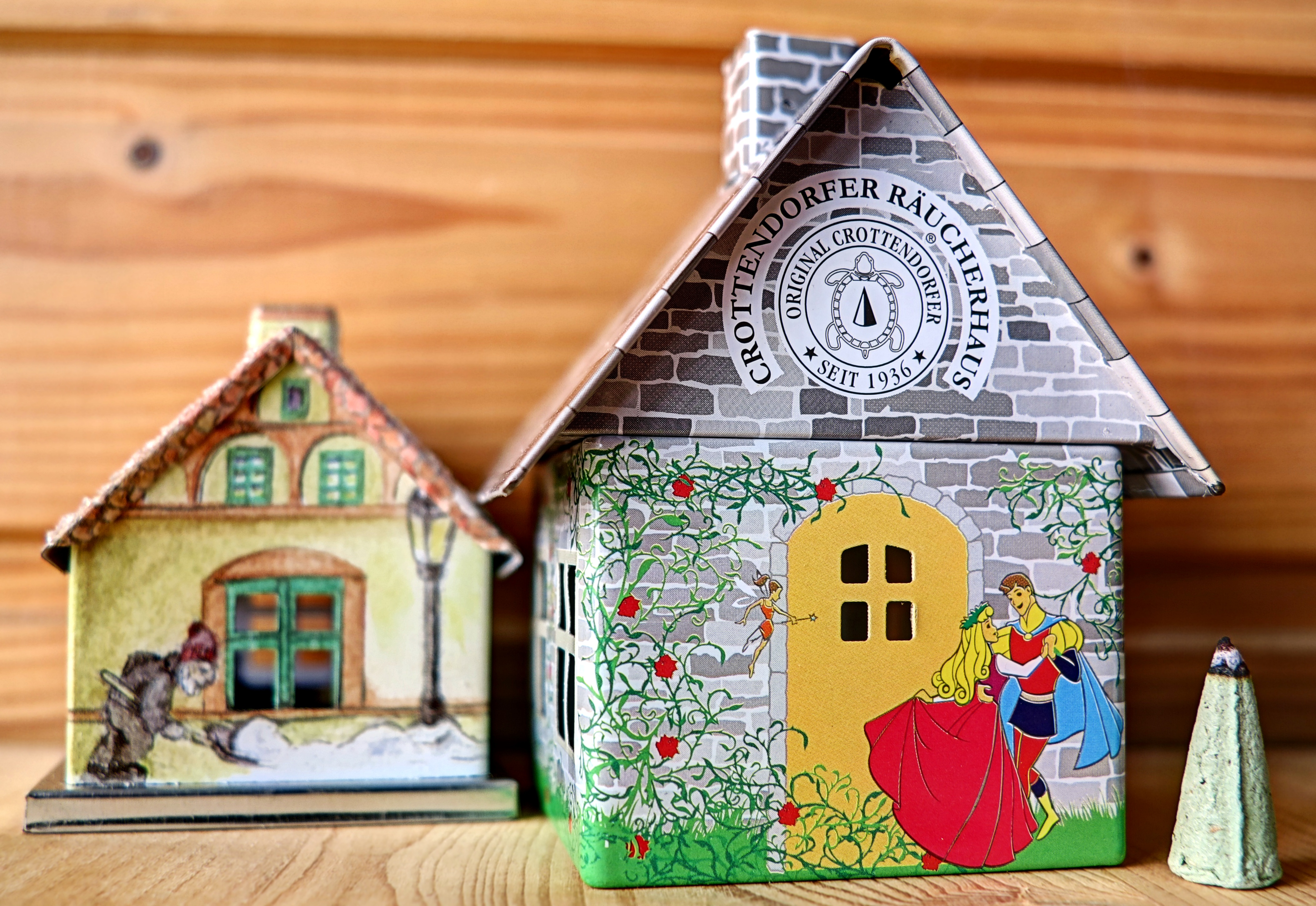
Дымящие домики из жести

Курящий человечек (нем. Räuchermann, Räuchermännchen) — изделие народного творчества в Рудных горах, типичное рождественское украшение для ароматических свечек в Саксонии наряду с арочным подсвечником и пирамидой в адвент. Курящий человечек представляет собой деревянную фигурку из двух частей. На нижнюю часть ставится зажжённая ароматическая свечка, верхняя полая часть закрывает свечку сверху. Ароматическая свечка сгорает внутри деревянной фигурки, поднимающийся дым выходит изо рта человечка.
Первые упоминания о курящем человечке относятся приблизительно к 1830 году. Фигурки по деталям вытачивают из древесины местных лиственных деревьев: берёзы, бука, липы, ольхи и клёна. После окрашивания детали склеивают и вручную прорисовывают лицо и отделку. Обычно курящие человечки представляют распространённые в регионе профессии: лесник, лоточник, жестянщик, горняк, солдат, кухарка. Иногда человечки курят сидя, их располагают, например, на краю стола. Встречаются также фигурные группы из нескольких курящих человечков на одной подставке, например, картёжников. Наряду с курящими человечками с XIX века известны также «дымящие домики» из дерева и жести со съёмной крышей для установки свечки. В саксонском городке Зематаль работает музей курящих человечков. Самый маленький и самый большой курящий человечек, зарегистрированные в Книге рекордов Гиннесса, демонстрируются в парке миниатюр в Баутцене.